# سبج (مدينة)
سَبَج (بالروسية: Себеж) هي إحدى مدن روسيا في الكيان الفدرالي الروسي بسكوف أوبلاست.

## توأمة
لسبج (مدينة) اتفاقيات توأمة مع كل من:
- لودزا (23 سبتمبر 2011 - )
- بلدية لودزا (23 سبتمبر 2011 - )